# Peucedanum ostruthium

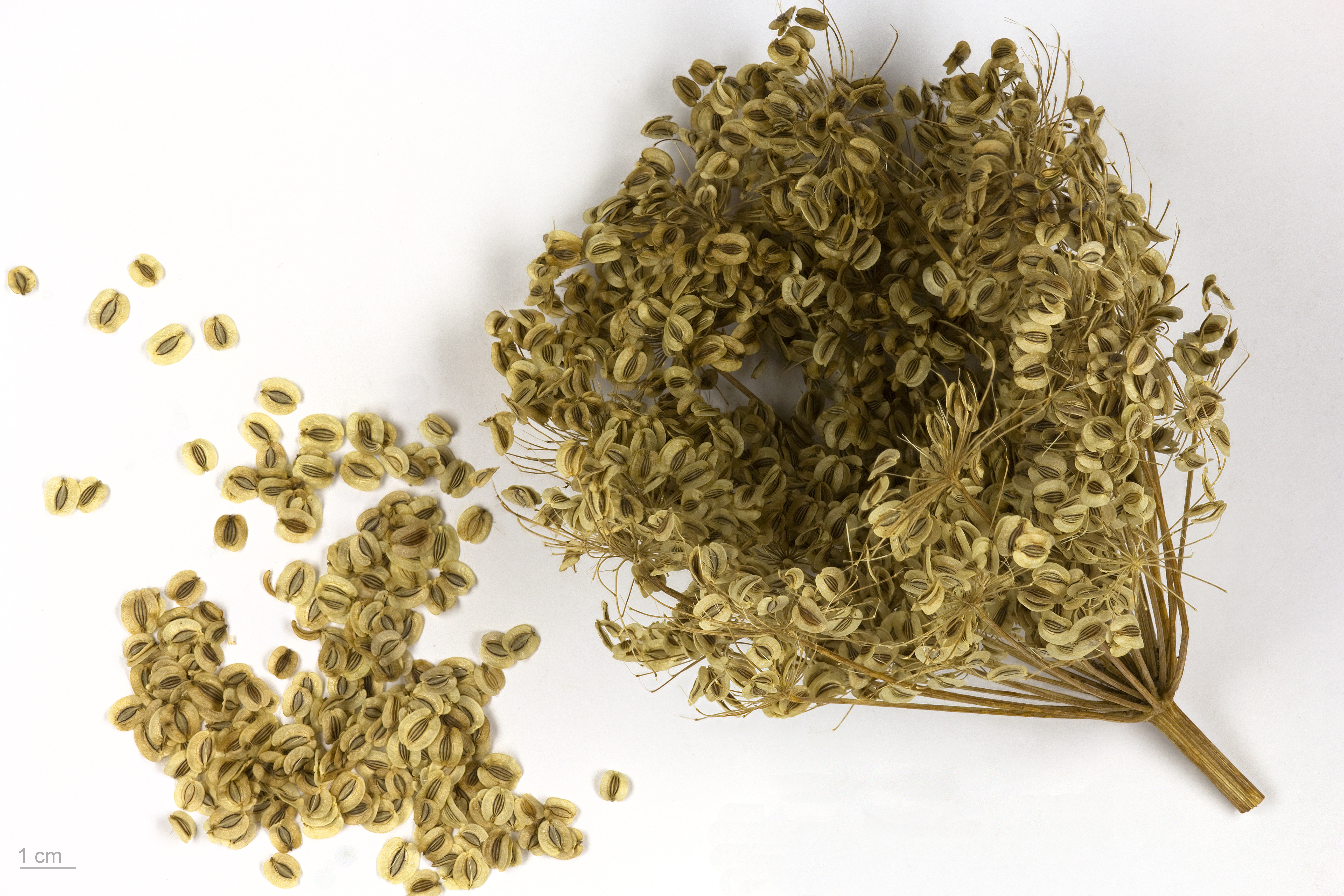
Peucedanum ostruthium

L'imperatoria (Peucedanum ostruthium (L.) W.D.J.Koch, 1824) è una pianta erbacea, perenne, appartenente alla famiglia delle Apiaceae, originaria dell'Europa.

## Descrizione
Pianta vivace, glabra a radice tuberosa, con fusto eretto 40–80 cm, fistoloso, striato, cilindrico, scarsamente ramoso sulla parte superiore, con rami alterni ed i più alti opposti.

Le foglie sono di colore verde acceso sulla pagina superiore e di verde pallido sulla pagina inferiore, un po' ruvide sulle nervature, le inferiori lungamente picciolate, tripennate composte, a foglioline ovali o oblunghe, picciolate, spesso lobate, seghettate, le superiori piccole e sessili e portate da una guaina rigonfia.

I fiori bianchi o rosei, sono raccolti in grandi ombrelle di 20-40 raggi gracili e molto disuguali, con invoolucro nullo ed involuncelli di brattee lineari e caduche. Calice di 5 denti minuti, corolla con petali espansi, cuoriformi rovesciati con apice inflesso e depresso. Stami più lunghi della corolla, antere sferoidali, ovario con stilopodio conico, bifido all'apice e stili da prima papilliformi, poi allungati e ricurvi nel frutto.
I frutti sono appiattiti e alati di 3–6 mm (ala compresa), hanno acheni portati da un carpoforo bipartito e con 5 costole, delle quali le tre dorsali poco salienti, le due marginali invece espanse e combacianti fra di loro a formare un largo margine liscio. Hanno 1-3 vitte nelle vallecole, due stili persistenti più lunghi dello stilopodio.

## Distribuzione e habitat
La specie è diffusa in Europa centrale e meridionale. In Italia si trova sulle Alpi o sugli Appennini, sopra i 1000 m di altitudine.
Si trova nei prati e nei boschi freschi montani.

## Principi attivi
Il rizoma contiene olio etereo, terpeni, fellandrene, limonene, pinene, e eteri di acido isobutirrico, acido isovalerianico, acido formico, acido acetico e acido palmitico libero di odoro e simile a quello dell'angelica con sapore amaro ed aromatico. Inoltre contiene molti lattoni come ossipeucedamina, ostrutina, ostrolo, ostruttolo, imperatonina, isoimperatorina. Infine sostanze tanniniche, mucillagginose, gomme, olio grasso.

## Usi
Viene utilizzato a scopi medicamentosi, contro disturbi gastrici ed intestinali accompagnati da abbondante formazione di catarro e costipazione, inoltre contro catarri bronchiali con forte secrezione, come risolvente e tonico. Inoltre veniva utilizzato contro la leocorrea (Ftp. 1938). In Savoia viene masticato contro l'emicrania. L'essenza, viene utilizzata anche nella preparazione di alcuni liquori e distillati come la Chartreuse e Benedictine.